# Portland Streetcar
Portland Streetcar — современная трамвайная система в городе Портленд (Орегон, США). Открылась 20 июля 2001 года. Portland Streetcar — одна из двух трамвайных систем Портленда (другая — Metropolitan Area Express). Но, в отличие от Metropolitan Area Express, выходящей за пределы города, Portland Streetcar обслуживает только центр города.
Так же, как и трамваи Metropolitan Area Express, трамваи Portland Streetcar обслуживаются персоналом TriMet (портлендской организации — оператора общественного транспорта), однако Portland Streetcar принадлежит не TriMet, а некоммерческой организации Portland Streetcar Incorporated.

## История

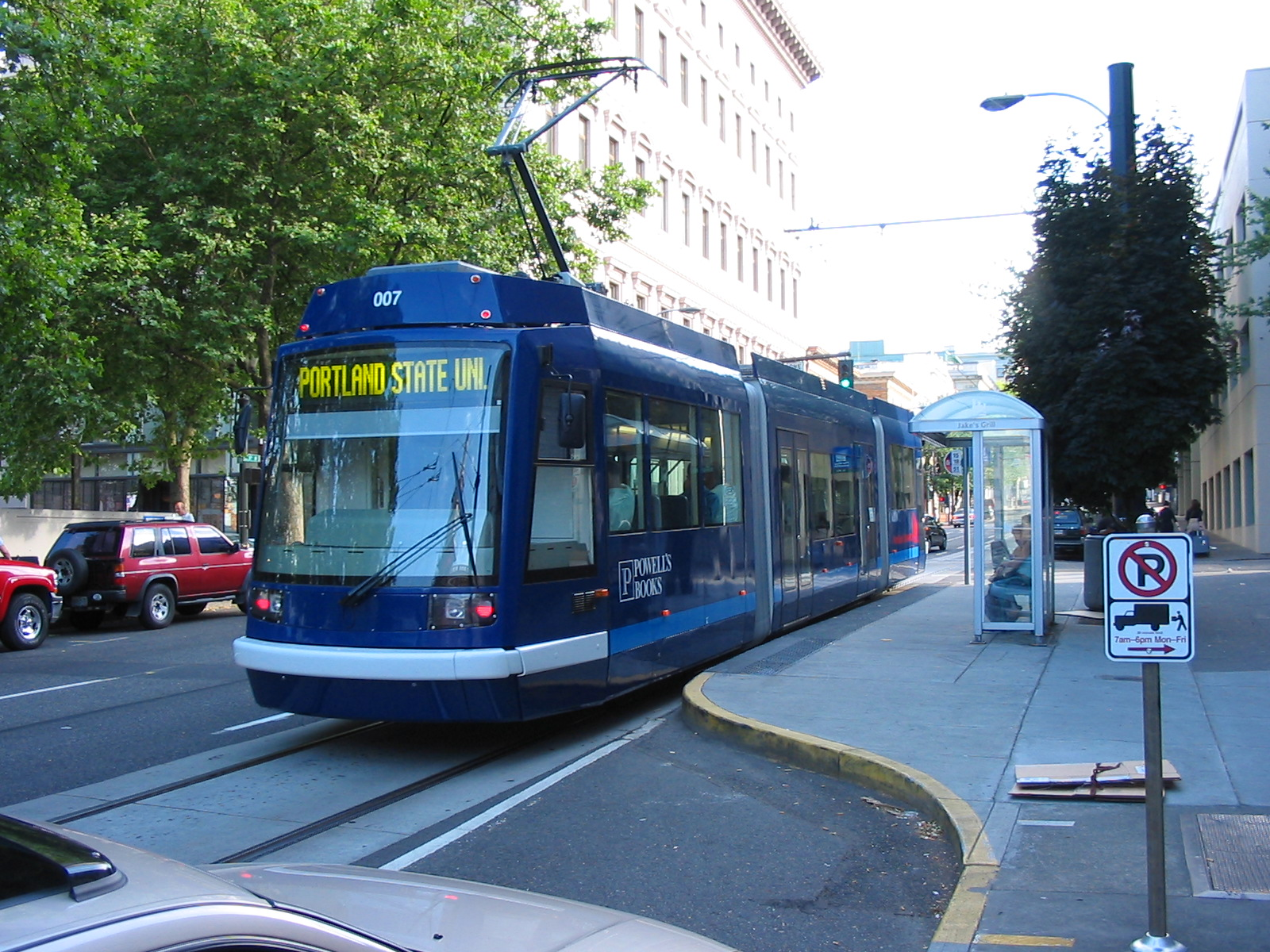
Portland Streetcar

Первые изыскания о возможности возрождения в Портленде городского трамвая начались в 1990 году. В 1995 году конкурс на право организации в Портленде трамвайного движения выиграла организация Portland Streetcar Incorporated. Работы по строительству трамвайной линии начались в мае 1999 года. К январю 2001 года строительство путей для трамвая было в основном завершено. Весной и летом в Портленд прибыли первые пять трамваев. Открытие системы состоялось 20 июля 2001 года. Первый участок трамвайной линии имел длину 4,8 мили (7,7 км). Первоначально планировалось, что трамвай будет перевозить три тысячи пассажиров ежедневно, но популярность трамвая превзошла ожидания, и вскоре трамвай стал перевозить до шести тысяч пассажиров каждый день.
Летом 2003 года в Портленд поступило два новых трамвая. Они были необходимы, так как планировалось расширить систему. В январе 2004 года начались работы по продлению линии трамвая от университета до новой конечной RiverPlace. Движение трамваев на этом новом участке протяжённостью в 0,6 мили (1 км) открылось 11 марта 2005 года. 20 октября 2006 года линия опять была продлена на 1 км, до улицы SW Gibbs Street и станции канатной дороги Portland Aerial Tram. Работы на этом участке велись с января 2005 года. Особенность этого участка заключается в том, что здесь трамвай следует по выделенной трассе.
Последнее продление трассы было открыто 17 августа 2007 года. Фактически этот новый участок представляет собой разворотное кольцо, огибающее несколько кварталов. Кольцо начинается у остановки SW Moody at Gibbs, которая до этого была конечной.
В августе 2009 года начинается строительство петли для трамвая, которая продлит маршрут трамвая Портленда через реку Уилламетт до OMSI.
Трамвай Портленда в октябре 2009 года получил грант в размере 75 миллионов долларов США от Федерального транзитного управления на строительство кольцевой дороги. Это был первый случай, когда федеральный бюджет был потрачен на проект трамвая.
Сентябрь 2012 года ознаменовался запуском движения по Central Loop от станции SW Market до OMSI через Pearl District, Lloyd District и Central Eastside Industrial District. Портлендский трамвай теперь имеет длину путей в 14,8 миль и 2 линии. Также 7 новых трамваев пополнили парка из 17 составов.
В сентябре 2014 года открывается Офис обслуживания клиентов трамвая по адресу 1031 NW 11th Avenue в Streetcar Lofts Building.

### Будущее
План городского развития на следующие 20 лет включают в себя строительство новых линий в районах, которые, вероятно, будут бурно развиваться в этот период. Новые маршруты будут связаны с существующей трамвайной сетью и обеспечат доступ к основным социальным сервисам, таким как образование, здравоохранение и рабочие места.
Приоритетные направления развития включают в себя новые соединения с парком Монтгомери на северо-западе Портленда и Hollywood Town Center в северо-восточной части Портленда. В настоящее время Portland Streetcar работает с районными и общественными группами активистов для того, чтобы лучше понять, как удовлетворить потребности сообщества и решить такие важные проблемы, как влияние на автобусное сообщение, парковку, обеспечение жильём и транспортная доступность.

## Описание системы

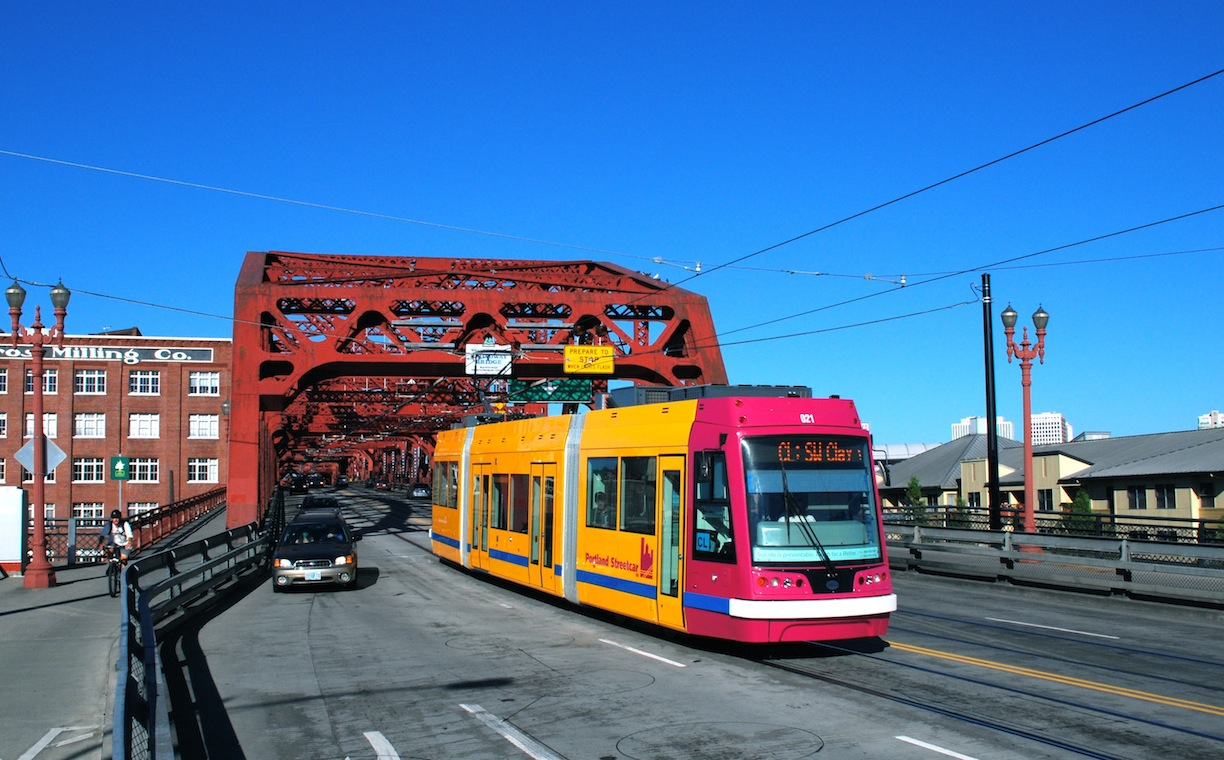
Трамвай выезжает с Бродвейского моста

По состоянию на конец 2006 — начало 2007 года система Portland Streetcar состоит из единственной линии протяжённостью в 9,7 км. Имеется около сорока остановок. По будням с девяти утра и до восьми вечера и в субботу с одиннадцати утра до восьми вечера интервал движения составляет примерно 13 минут. В воскресенье и рано утром и поздно вечером в остальные дни интервал увеличивается до 18-20 минут.
Устройство пути на большей части совмещённое, за исключением километрового участка до улицы SW Gibbs Street. Фактически система представляет собой два вытянутых кольца, соединённых линией с двусторонним движением. Движение по кольцам одностороннее.
По сравнению с трассой Metropolitan Area Express, пути Portland Streetcar оборудованы по более лёгким нормам (более лёгкое строение пути). Габарит Также габариты Portland Streetcar меньше, чем Metropolitan Area Express. Поэтому в случае необходимости вагоны Portland Streetcar могли бы ходить по сети Metropolitan Area Express (обе системы имеют одинаковую ширину колеи, 1435 мм), но не наоборот.

## Подвижной состав
На линии Portland Streetcar используются современные низкопольные сочленённые трамваи производства Skoda (Чехия). По состоянию на конец 2006 года всего имеется семь трамваев, однако для обслуживания планирующихся и строящихся новых участков системы планируются закупки дополнительных трамваев.
В дополнение к первым семи трамваям было заказано ещё три трамвая того же типа. Эти трамваи прибыли в Портленд в начале 2007 года. Таким образом по состоянию на начало 2008 года систему Portland Streetcar обслуживают десять трамваев.
Бортовые номера трамваев — 001—010.
Все трамваи — двусторонние. Благодаря низкому полу (в трамвае нет ступенек) вагоны доступны для людей на инвалидных колясках.
В 2005 году Портленд посетили представители трамвайного хозяйства Торонто. Возможно в будущем для Торонто будут закуплены трамваи такого же типа.

## Финансирование
Плата за проезд не может служить единственным источником финансирования трамвая, так как большая часть линии проходит по центральной зоне городе, где проезд на общественном транспорте (трамваях и автобусах) бесплатен для всех пассажиров (зона Fareless Square). Другим источником финансирования является спонсирование. Фирмы могут спонсировать отдельные вагоны и остановки. Название спонсирующей организации обозначается на табличке, размещаемой на спонсируемом трамвае или остановке. В то же время традиционная реклама не размещается ни на трамваях, ни на остановках.
Также с магазинов, предприятий общественного питания и других коммерческих фирм, расположенных вдоль линии взимается особый налог в пользу трамвая, при этом налог был введён по инициативе самих предпринимателей.
Другим источником финансирования являются доходы от муниципальных платных парковок.